# Lexovis
Els lexovis (en llatí: Lexovii, en grec antic Ληξόβιοι) eren un poble celta de la Gàl·lia que vivien a l'oest de la desembocadura del Sena (territori de Lisieux i potser a Bayeux on vivien els baiocasses). És possible que els baiocasses i viducasses foren dependents dels lexovis. La seva capital era Civitas Lexiviorum (Lisieux), diu la Notitia Dignitatum.

## Història
Els vènets d'Armòrica quan es preparaven per atacar Juli Cèsar, van demanar ajut als osismes, lexovis, namnetes i altres. Cèsar va enviar a Quint Tituri Sabí contra els unel·les, els curiosolites i els lexovis per evitar que enviaren tropes. Quan Sabí va arribar al país dels unel·les. els aulercs eburòvics i lexovis van matar els seus Consells del poble (o senat, diu Cèsar) que estaven contra la guerra i es van unir a Viridovix, el cap dels unel·les; Sabí va derrotar els confederats i els va obligar a rendir-se.
Van participar en la gran revolta dels gals contra Cèsar de l'any 52 aC amb 3.000 homes.